# Luigi Cusani, III marchese di Ponte
Luigi Cusani, III marchese di Ponte (Milano, 1º ottobre 1592 – Milano, 7 ottobre 1659), è stato un nobile e politico italiano.

## Biografia
Luigi Cusani nacque a Milano nel 1592, figlio del marchese Federico, figlio legittimato a sua volta di Gian Paolo, fratello del cardinale Agostino.
Avviato come da tradizione di famiglia alla carriera legislativa, si laureò in legge all'Università di Pavia, divenendo in seguito decurione nel 1633 e avvocato generale del Regio Fisco nel 1635. Dalle autorità spagnole a Milano venne nominato dapprima senatore e poi presidente del medesimo senato dal 16 dicembre 1646 alla propria morte. 
Dal 1642 fu inoltre reggente del Supremo Consiglio d'Italia. Durante la sua reggenza di quest'ultima carica, dovette mediare con la corte di Madrid l'increscioso fatto seguito allo scoppio della fronda parlamentare in Francia che vedeva la Spagna infierire contro la secolare nemica nell'ambito della Guerra franco-spagnola. Il marchese Annibale Porrone, infatti, minacciò di morte pubblicamente il comandante del castello Sforzesco, Juan Vázquez de Coronado, ed il principe Ercole Teodoro Trivulzio, governatore delle milizia del Ducato di Milano. Le indagini del Cusani riuscirono a portare alla luce il fatto che il Porrone avesse intenzione di schierarsi con la Francia contro la Spagna, dopo che la Regia Camera di Milano aveva minacciato il sequestro dei beni da questi ereditati alla morte del padre.
Alla sua morte nel 1659, lasciò erede delle sue sostanze l'Ospedale Maggiore di Milano, ma il suo testamento venne impugnato dalla figlia Caterina che, alla fine, riuscì ad ottenere l'assegnazione della maggior parte dei beni.
Per lui eseguì un ritratto Giuseppe Nuvolone nel 1653.

## Matrimonio e figli
Luigi Cusani sposò a Milano nel 1610 la nobile Isabella del Majno, figlia del conte Ippolito e di sua moglie, Teodora Cignardi. Da questa unione nacque una sola figlia, anche se alcuni storici hanno avanzato l'idea che si possa trattare di una figlia illegittima nata da altra unione:
- Caterina, sposò Giambattista Secco Borella, conte di Vimercate

## Genealogia
|                                       |  |                  | Genitori |  |  | Nonni |  |  | Bisnonni     |  |  | Trisnonni            |  |
|                                       |  |                  |          |  |  |       |  |  | Luigi Cusani |  |  | Guido Antonio Cusani |  |
|                                       |  |                  |          |  |  |       |  |  | Luigi Cusani |  |  | Guido Antonio Cusani |  |
|                                       |  | Lodovica Dugnani |          |  |  |       |  |  | Luigi Cusani |  |  |                      |  |
| Gian Paolo Cusani                     |  |                  |          |  |  |       |  |  | Luigi Cusani |  |  |                      |  |
|                                       |  | Caterina Borri   |          |  |  |       |  |  |              |  |  |                      |  |
|                                       |  |                  |          |  |  |       |  |  |              |  |  |                      |  |
|                                       |  |                  |          |  |  |       |  |  |              |  |  |                      |  |
| Federico Cusani, II marchese di Ponte |  |                  |          |  |  |       |  |  |              |  |  |                      |  |
|                                       |  | Fabrizio Balbi   |          |  |  |       |  |  |              |  |  |                      |  |
|                                       |  |                  |          |  |  |       |  |  |              |  |  |                      |  |
|                                       |  |                  |          |  |  |       |  |  |              |  |  |                      |  |
| Costanza Balbi                        |  |                  |          |  |  |       |  |  |              |  |  |                      |  |
|                                       |  |                  |          |  |  |       |  |  |              |  |  |                      |  |
|                                       |  |                  |          |  |  |       |  |  |              |  |  |                      |  |
|                                       |  |                  |          |  |  |       |  |  |              |  |  |                      |  |
| Luigi Cusani, III marchese di Ponte   |  |                  |          |  |  |       |  |  |              |  |  |                      |  |
|                                       |  |                  |          |  |  |       |  |  |              |  |  |                      |  |
|                                       |  |                  |          |  |  |       |  |  |              |  |  |                      |  |
|                                       |  |                  |          |  |  |       |  |  |              |  |  |                      |  |
| Gerolamo De Vecchi                    |  |                  |          |  |  |       |  |  |              |  |  |                      |  |
|                                       |  |                  |          |  |  |       |  |  |              |  |  |                      |  |
|                                       |  |                  |          |  |  |       |  |  |              |  |  |                      |  |
|                                       |  |                  |          |  |  |       |  |  |              |  |  |                      |  |
| Giulia Bartolomea De Vecchi           |  |                  |          |  |  |       |  |  |              |  |  |                      |  |
|                                       |  |                  |          |  |  |       |  |  |              |  |  |                      |  |
|                                       |  |                  |          |  |  |       |  |  |              |  |  |                      |  |
|                                       |  |                  |          |  |  |       |  |  |              |  |  |                      |  |
|                                       |  |                  |          |  |  |       |  |  |              |  |  |                      |  |
|                                       |  |                  |          |  |  |       |  |  |              |  |  |                      |  |
|                                       |  |                  |          |  |  |       |  |  |              |  |  |                      |  |
|                                       |  |                  |          |  |  |       |  |  |              |  |  |                      |  |
|                                       |  |                  |          |  |  |       |  |  |              |  |  |                      |  |